# Justyna Holm
Justyna Holm (ur. 1 sierpnia 1960 w Warszawie) – polska poetka, tłumaczka, autorka ok. 500 polskich i angielskich tekstów piosenek, scenarzystka i autorka
ok. 40 artystycznych programów, widowisk oraz spektakli teatralnych i telewizyjnych, także kompozytorka, pianistka i piosenkarka. Absolwentka Wydziału Filologii Polskiej Uniwersytetu Warszawskiego.

## Działalność zawodowa
W czasie studiów swoimi wierszami i autorskimi piosenkami – które wykonywała, akompaniując sobie przy fortepianie – debiutuje w TVP u boku prof. Henryka Czyża w roli prowadzącej cykliczny program o tajnikach współczesnej muzyki poważnej pt. „Rozmowy z Lucynką”. Wkrótce też otrzymuje wyróżnienie w konkursie Debiutów XXIII KFPP w Opolu za autorską piosenkę „Życie to debiut i trema”. Rozpoczyna wówczas profesjonalną karierę muzyczną, występując, przez rok, z recitalami w Polsce, a także za granicą (m.in. Bułgaria, Niemcy). Od tej pory po jej wiersze i teksty sięgają wybitni artyści.
Współtworzenie z kompozytorami współczesnej muzyki tzw., poważnej, takimi jak Zbigniew Bargielski, prof. Benedykt Konowalski, Paweł Łukaszewski, Edward Pałłasz, Weronika Ratusińska, Romuald Twardowski, Maciej Zieliński oraz z artystami opery, takimi jak prof. Jerzy Artysz, Grażyna Brodzińska, prof. Ryszard Cieśla, Bernard Ładysz, Anna Mikołajczak-Niewiedział, Romuald Tesarowicz owocuje wieloma pieśniami, cyklami pieśni, ariami operowymi oraz kolędami wykonywanymi przez solistów i liczne chóry na festiwalach i koncertach muzyki poważnej w kraju i poza Polską, a także nagraniami płytowymi i radiowymi.
Fascynacja jazzem owocuje współpracą z kompozytorami-jazzmanami, takimi jak Mariusz Bogdanowicz, Zbigniew Jakubek, Sławomir Kulpowicz, Bernard Maseli, Wojciech Gogolewski, Stanisław Fiałkowski, Andrzej Jagodziński, Jan Ptaszyn-Wróblewski, Michał Urbaniak a także    z wokalistami jazzowymi, takimi jak Ewa Bem, Marek Bałata, Dorota Miśkiewicz, Lora Szafran, Janusz Szrom, Iza Zając. Jej zwieńczenie stanowią liczne koncerty i ok. 10 płyt m.in.
z ok. 30 jazzowymi opracowaniami klasyki – utworów Fr. Chopina, L. van Beethovena, F. Schuberta, W.A. Mozarta.
Współpraca z kompozytorami tzw. muzyki popularnej, takimi jak m.in. Romuald Lipko, Piotr Rubik, Włodzimierz Korcz, Janusz Grzywacz, Ryszard Sygitowicz, Marek Bychawski, Jerzy Jarosław Dobrzyński, Przemysław Gintrowski, Dariusz Janus, Filip Jaślar, Marcin Partyka, Lesek Wronka, Wojciech Zieliński, Adam Żółkoś, Janusz Tylman, Michał Urbaniak dla wokalistów takich jak m.in. Ewa Bem, Marek Bałata, Danuta Błażejczyk, Piotr Cugowski, Felicjan Andrzejczak, Ewa Farna, Krystyna Giżowska, Katarzyna Groniec, Edyta Górniak, Elżbieta Igras, Robert Janowski, Irena Jarocka, Anna Maria Jopek, Majka Jeżowska, Ewa Kuklińska, Dorota Miśkiewicz, Beata Molak, Grażyna Łobaszewska, Andrzej Piasek-Piaseczny, Maria Peszek, Andrzej Rybiński, Ryszard Rynkowski, Irena Santor, Zdzisława Sośnicka, Lora Szafran, Mieczysław Szcześniak, Jacek Wójcicki, Joanna Zagdańska, Andrzej Zaucha sprawiła, że piosenki z jej tekstami odnoszą zwycięstwa w plebiscytach radiowych i telewizyjnych a także na festiwalach w kraju i za granicą.
Wiersze oraz teksty jej piosenek wydawane są w wielu zbiorach i podręcznikach szkolnych a piosenki z jej tekstami znajdują się na ok. 60 płytach – w tym na 5 płytach autorskich /”Wolni” z muz. Marka Bychawskiego, „Niby nowy” z muz. Jerzego Jarosława Dobrzyńskiego, „W górę głowa” z muz. Jerzego Jarosława Dobrzyńskiego i Marka Bychawskiego, „On” z muz. Grzegorza Wawrzyszaka, „ Tylko Chopin” z muz. Fr. Chopina w opr. Bernarda Maselego/.
Jest autorką i współautorką ok. 40 artystycznych programów i widowisk m.in. dla TVP, w tym pięciu autorskich (Jeśli ocalę w sobie siebie reż. Laco Adamik, Piosenki Justyny Holm reż. Dariusz Goczał, Pójdę przed siebie reż. Grażyna Sygitowicz, „Piosenki z kontekstem – Justyna Holm”- reż. Anna Barcikowska, „To lubię – Justyna Holm”– reż. Paweł Trzaska).
Jest autorką pięciu spektakli teatralnych Teatru Telewizji: Boskie prezenty reż. Paweł Trzaska, „Wielkanocny zajączek” reż. Andrzej Strzelecki, „Noworoczna kolęda” reż. Janusz Józefowicz, „Śmigus i Dyngus” reż. Janusz Józefowicz, Anielska cierpliwość – reż. Piotr Wojtowicz.
Od lat jej kreatywność wykorzystywana jest w świecie reklam. Pisze scenariusze filmowe, reklamowe, scenariusze benefisów i jubileuszy, koncertów i widowisk plenerowych, m.in. monumentalnej Ceremonii Otwarcia Światowych Igrzysk Polonijnych – Lublin 99 /prowadzonej przez Daniela Olbrychskiego, z ok. 300 wykonawcami, z udziałem najwybitniejszych sportowców polskich/ a także multimedialnego widowiska „Halo, tu Polska!”/ z udziałem jednego z największych żaglowców świata – Daru Młodzieży/, prezentowanego w Belgii, Danii, Francji i w Hiszpanii
w latach 2001-2002, które w ramach Europaliów promowało wejście Polski do Unii Europejskiej.
Pisze dla potrzeb:
- filmu np. „Tylko kołysanka / Tylko śpij i aż śpij” z filmu Tato, reż. Maciej Ślesicki
- teatru TVP np. „Na razie w porządku, Mamo”. reż. Paweł Trzaska
- programów dla dzieci np. pierwsza seria cyklu wieczorynek emitowanych w TVP1 Babcia Róża i Gryzelka (odcinki „Wyobraźnia”. „Apetyt”. „Sezam mądrości”. „Tort”. „Mówię wyraźniej”. „Czary”).

Utwory jej reżyserują m.in.: Laco Adamik, Anna Barcikowska, Krzysztof Buchowicz, Maciej Dejczer, Marek Grabowski, Janusz Józefowicz, Maciej Ślesicki, Andrzej Strzelecki, Jan Szurmiej, Paweł Trzaska, Piotr Wojtowicz.
Współpracuje m.in. z takimi aktorami jak: Artur Barciś, Adrianna Biedrzyńska, Jerzy Bończak, Jacek Borkowski, Piotr Gąsowski, Jacek Kawalec, Irena Kwiatkowska, Bogusław Linda, Piotr Machalica, Daniel Olbrychski, Maria Peszek, Piotr Polk, Robert Rozmus, Katarzyna Skrzynecka, Joanna Trzepiecińska, Barbara Wrzesińska, Jacek Wójcicki, Wiktor Zborowski, Janusz Zakrzeński, Jerzy Zelnik.
Piosenki z jej tekstami wielokrotnie służą celom charytatywnym, m.in. „Pocztówka do Świętego Mikołaja” /coroczna zbiórka pieniędzy na gwiazdkowe prezenty dla dzieci organizowana przez Radiową „Trójkę” i Pocztę Polską oraz Fundację „Dzieciak”/, „Żyję dla Ciebie” / akcja pomocy Armenii po trzęsieniu ziemi organizowana przez TVP i Polskie Radio oraz organizatorów KFPP w Opolu. Jest ponadto autorką tekstów do ok. 100 piosenek dla dzieci, wielu widowisk i bajek i być może dlatego, od wielu lat, juroruje na festiwalach najmłodszych wokalistów takich jak np.: Międzynarodowy Dziecięcy Festiwal Piosenki i Tańca w Koninie, Ogólnopolski Festiwal Piosenki Polskiej GAMA, BUDZIK we Wrocławiu, Ogólnopolski Festiwal Zaczarowanej Piosenki Fundacji Anny Dymnej czy telewizyjny Konkurs Interwizji Dziecięcej. Trzykrotnie też juroruje i prowadzi zajęcia warsztatowe / m.in. z Tadeuszem Woźniakiem i Piotrem Rubikiem/
z młodymi bardami w Myśliborzu /Ogólnopolskie Spotkania Młodych Autorów i Kompozytorów SMAK/.
Do miłych epizodów zalicza prowadzenie porannych programów „Dzień dobry z Polski” dla TVP Polonia, współprowadzenie z Wojciechem Manem Koncertu Wigilijnego w Radiowej Trójce, swój recital w Piwnicy na Wójtowskiej, który prowadziła Magda Umer, zapowiedź swojego debiutanckiego występu przez Wojciecha Młynarskiego w jubileuszowym koncercie Hybryd
w Filharmonii Narodowej oraz współpracę z Janem Łomnickim, który obsadził ją w filmie Szczur w roli jurorki konkursu „Najpiękniejsza” (reż. Jan Łomnicki).
Obecnie często jest jurorką różnych festiwali i konkursów muzycznych.

## Nagrody i wyróżnienia
dla J. Holm
- Grand Prix – XXVII Sopot Festival – „Zły chłopak”. „Trust me at once” – L. Szafran
- Złoty Słowik XXVI Sopot Festival – „Przed śniadaniem”. „Who Loves People?” – M. Szcześniak
- Nagroda za Debiut XXVII KFPP w Opolu – „Zły chłopak” – E. Górniak
- I nagroda – X Przegląd Piosenki Aktorskiej we Wrocławiu – „Moja wina” – M. Farat
- II nagroda – XXVI KFPP w Opolu – „Wolni” – B. Molak
- II nagroda – KFPP w Opolu – „Na dzień dobry daj mi spokój święty” – J.Zagdańska
- wyróżnienie – XXVIII KFPP w Opolu – „Za daleko do Chicago” – M.Jeżowska
- Distant Accord Award i złota płyta miasta Nashville /USA/ – „Niby nowy”- M. Szcześniak
- I nagroda Festiwal FIDOF w Los Angeles /USA/ – „Trust Me at Once” – L .Szafran
- I nagroda i Grand Prix Bergenz /Austria/ – „Who Loves People” – M. Szcześniak
- I nagroda i Grand Prix Cesme /Turcja/ – Trust Me at Once” – L. Szafran
- III nagroda Festiwal FIDOF Warna / Bułgaria/ – „To: bla, bla, bla...” – M. Szaban
- II nagroda Festiwal FIDOF Mińsk /Białoruś/ – „To: bla, bla, bla...” – M. Szaban
- Nagroda Główna III Światowego Festiwalu Muzyki GŁOSY AZJI w Astanie /Kazachstan/ -”Mój plan” – S. Plewiński
- nagrody Magazynu Muzycznego „Rytm”
- nagrody Muzycznej Jedynki
- nagrody w konkursie Od Opola do Opola
- nagrody w konkursie Premie i premiery

## Wykonawcy
Jej teksty i wiersze można usłyszeć m.in. w wykonaniu takich artystów, jak: Anna.B, Grażyna Alber, Felicjan Andrzejczak, Anna Apostolakis, Marek Bałata, Artur Barciś, Beata Bednarz, Ewa Bem, Adrianna Biedrzyńska, Jerzy Bończak, Jacek Borkowski, Grażyna Brodzińska, Danuta Błażejczyk, Tadeusz Chudecki, Piotr Cugowski, Paweł Ciołkosz, Piotr Domalewski, Barbara Dziekan, Ewa Farna, Małgorzata Farat, Jolanta Fraszyńska, Piotr Gąsowski, Przemysław Gintrowski, Krystyna Giżowska, Katarzyna Groniec, Piotr Gogol, Edyta Górniak, Marek Hojda, Elżbieta Igras, Robert Janowski, Jolanta Jaszkowska, Irena Jarocka, Agnieszka Janus, Anna Maria Jopek, Majka Jeżowska, Janusz Józefowicz, Jolanta Kaczmarek, Tatiana Kauczor, Jacek Kawalec, Irena Kwiatkowska, Ewa Kuklińska, Ewa Konstanciak, Jacek Kotlarski, Kacper Kuszewski, Agata Kryszak, Bernard Ładysz, Katarzyna Łaska, Grażyna Łobaszewska, Piotr Machalica, Wojciech Malajkat, Dorota Marczyk Jarema, Beata Molak, Dorota Miśkiewicz, Barbara Melzer, Zofia Merle, Agnieszka Mrozińska, Marcin Mroziński, Daniel Olbrychski, Małgorzata Olszewska, Andrzej Piaseczny, Maria Peszek, Sebastian Plewiński, Piotr Polk, Robert Rozmus, Ryszard Rynkowski, Andrzej Rybiński, Ryszard Rembiszewski, Maria Sadowska, Irena Santor, Piotr Sawicki, Piotr Schulz, Agnieszka Sienkiewicz, Barbara Sikorska, Katarzyna Skrzynecka, Zdzisława Sośnicka, Wiesława Sós, Lora Szafran, Mieczysław Szcześniak, Janusz Szrom, Skaldowie, Katarzyna Stankiewicz, Studio Singers, Dorota Szpetkowska, Mariusz Szaban, Małgorzata Szymańska, Romuald Tesarowicz, Łukasz Talik, The Chance, Joanna Trzepiecińska, Klementyna Umer, Ewa Uryga, Wawele, Agnieszka Wosińska, Jacek Wójcicki, Barbara Wrzesińska, Joanna Zagdańska, Ewa Złotowska, Iza Zając, Janusz Zakrzeński, Andrzej Zaucha, Wiktor Zborowski, Jerzy Zelnik. Napisała też wiele utworów dla najmłodszych – Ewa Farna.

## Kompozytorzy
Pisze teksty do muzyki takich kompozytorów jak: Henryk Alber, Mariusz Bogdanowicz, Marek Bychawski, Jerzy Dobrzyński, Stanisław Fiałkowski, Tomasz Grabowy, Przemysław Gintrowski, Wojciech Gogolewski, Marek Hojda, Zbigniew Jakubek, Dariusz Janus, Majka Jeżowska, Filip Jaślar, Wojciech Kaleta, Benedykt Konowalski, Włodzimierz Korcz, Sławomir Kulpowicz, Krystyna Kwiatkowska, Barbara Kolago, Romuald Lipko, Lesław Matecki, Bernard Maseli, Robert Obcowski, Edward Pałłasz, Aleksander Pałac, Zdzisław Pucek, Weronika Ratusińska, Andrzej Rejman, Piotr Rubik, Miłosz Rutkowski, Piotr Sawicki, Adam Skorupka, Marek Stefankiewicz, Ryszard Sygitowicz, Mariusz Szaban, Romuald Twardowski, Janusz Tylman, Michał Urbaniak, Grzegorz Wawrzyszak, Jan Wojdak, Lesek Wronka, Jerzy Woy-Wojciechowski, Maciej Zieliński, Wojciech Zieliński, Adam Żółkoś.

## Wybrane piosenki
- „Bo ja dla ciebie”
- „C.d.n.”
- „Chcę być na plaży”
- „Co to da”
- „Gryzelka – Do zobaczenia” (piosenka z programu Babcia Róża i Gryzelka)
- „Gra o ciało”
- „Idę tam gdzie chcesz”
- „Jeśli ocalę w sobie siebie”
- „Już dorośnij!”
- „Kantylena na dwa”
- „Kocham kiedy chcę”
- „Kropka nad i”
- „Kto to jest?”
- „Lekcja czyli naga prawda”
- „Między nami wojna”
- „Moja wina”
- „Moja planeta”
- „Mylić się nie mogę”
- „Na dzień dobry daj mi spokój święty”
- piosenki do bajki Noworoczna kolęda
- „Niby nowy”
- „Nie będziesz sam”
- „Nieporadni”
- „Nie dla wszystkich”
- „Nikt nie błądzi sam”
- „Ogień we mnie”
- „Owad”
- „Pocztówka do świętego Mikołaja”
- „Poznasz mnie, bo to ja”
- „Przed śniadaniem”
- „Przejściowy stan”
- „W niespełnieniu”
- „Rób, co chcesz”
- „Stoję czy leżę”
- „Szczęście moje nie opuszczaj mnie”
- „Szkoda gadać”
- „To nie ja”
- „Towards the end”
- „Trust me at once”
- „Tylko Chopin”
- „Tylko śpij” – „Tylko kołysanka” (piosenka z filmu Tato)
- „Uwierzyć”
- „W stylu science-fiction”
- „Waniliowe wiosny pędy”
- „Who Loves People”
- „Wolni”
- „Za daleko do Chicago”
- „Zły chłopak”